# شهد الراوي
شهد الراوي كاتبة وروائية وعالمة أنثروبولوجيا عراقية، لها العديد من المنشورات في الصحف العربية والمواقع الألكترونية. تم ترشيح روايتها الأولى ساعة بغداد لجائزة البوكر العربية ودخلت في القائمة القصيرة، مما جعلها أصغر روائية تصل إلى هذه القائمة في ذلك الوقت. كما تم ترجمت روايتها إلى أكثر من 20 لغة. ثم فازت روايتها بجائزة الكتاب الأول في مهرجان إدنبرة الدولي للكتاب 2018.

## السيرة الذاتية
ولدت في بغداد 1 فبراير 1986، لأبوين عراقيين وتعود أصولها لمدينة راوة الواقعة في محافظة الانبار غرب العراق.
اكملت دراستها الثانوية في بغداد ثم غادرت العراق إلى سوريا بعد عام 2003، ثم أكملت دراستها الجامعية في جامعة دمشق وحصلت منها على شهادة البكلوريوس من كلية الإدارة والاقتصاد بإدارة الأعمال، ثم نالت بعدها شهادة الماجستير في ادارة الموارد البشرية في نفس الجامعة. وأتمت شهادة الدكتوراه بدرجة امتياز في الأنثروبولوجيا الإدارية سنة 2019 في الإمارات العربية المتحدة. وتقيم شهد حالياً في دبي.
خلال العديد من المقالات والمقابلات، صرحت شهد أن عائلتها من الطبقة الوسطى، فوالدها أكاديمي وخبير إقتصادي، ووالدتها صيدلانية. تعتبرهم مؤثرين كبيرين في تشجيعها على الكتابة ودعمها طوال مسيرتها.

## مسيرتها
بدأت مسيرتها من خلال كتابة عدد من المقالات والقصائد التي نُشر بعضها في الصحف والمطبوعات العربية ومن خلال مواقع التواصل الاجتماعي التي استحوذت على اهتمام الجمهور بموهبتها الكتابية.  تُظهر شهد، التي تكتب باللغة العربية بشكل حصري تقريباً. فهماً عميقاً لجمهورها، ولا سيما النساء العراقيات من الطبقة الوسطى، وعموم السكان العراقيين والعرب. أنعكست خلفيتها في العلوم الإنسانية، ولا سيما الأنثروبولوجيا، بوضوح في قدرتها على إيصال الأفكار المعقدة من خلال رواياتها التي تمثل التغيرات الفردية والإثنوغرافية في سكان ما قبل الحرب وما بعد الحرب وأثناء الحرب. التي تم التعبير عنها من خلال روايتها الأولى.
في 2016 صدرت روايتها الأولى بعنوان «ساعة بغداد» وتركز الرواية على الصور المألوفة للعراق في الأخبار خلال تسعينيات القرن الماضي لإظهار المعاناة اليومية لسكان العاصمة العراقية في تلك الفترة، وحقيقة أن ينشأ المرء في مدينة مزقتها الحرب. وتتميز روايتها بسرد الكاتبة لأحداث الرواية بشكل يتدرج في تعقيد المفردات اللغوية التي أعتبرها بعض النقاد اسلوباً مبتكراً في استقطاب القراء غير المتمرسين في الرواية العربية. ويصف النقاد روايتها بأنها تحمل جرأة يتجاوز فيها المؤلف التسلسل المنطقي والزمني للأحداث، حيث يدمج الأحلام والذكريات والأوهام في الواقع والعكس صحيح، ليحكي قصة جيل ولد في الحرب ونشأ في ظل الحرب.
في 2020 صدرت روايتها الثانية «فوق جسر الجمهورية»، تدور أحداث الرواية في العاصمة بغداد، وإحدى الدول العربية المجاورة للعراق، بعد إحتلال بغداد عام 2003. وفور صدورها تخطت مبيعات الرواية الطبعة الثالثة، وهي أعلى نسبة مبيعات تحققها رواية بفترة زمنية قياسية.
في 2021 ترجمت شهد كتاب «إنقاذ حياة القطة» للكاتبة جيسيكا برودي.

## أعمالها
- رواية ساعة بغداد، من دار الحكمة للنشر في لندن (2016)[16]

- رواية فوق جسر الجمهورية، من دار الحكمة للنشر في لندن (2020)[17]

## نشاطاتها الإنسانية
في سبتمبر 2016 شاركت شهد في حملة بصمة أمل التي أطلقتها منظمة الكرم للتنمية البشرية.
في 9 مايو 2019 زارت شهد مخيم حسن شام للنازحين في محافظة أربيل، مع شذى حسون وعلي الخالدي وميس عنبر، في إطار حملة مفوضية الأمم المتحدة لشؤون اللاجئين للتشجيع على التبرع لصالح صندوق الزكاة لدعم النازحين.

## الجوائز
- وصلت رواية «ساعة بغداد» إلى القائمة القصيرة للنسخة العربية من جائزة «بوكر» العالمية لعام 2018 والتي تعتبر من أهم جوائز الرواية في العالم.
  - تعتبر شهد الراوي اصغر راوية عربية تصل إلى القائمة القصيرة للجائزة
- فازت الكاتبة العراقية شهد الراوي بجائزة الكتاب الأول في مهرجان إدنبرة الدولي للكتاب 2018 عن روايتها «ساعة بغداد»
  - ذكرت الصفحة الرسمية للمهرجان إن رواية «ساعة بغداد» تنافست مع 49 رواية لكتاب من مختلف دول العالم.